# Перелік кавалерів Хреста Симона Петлюри (А)
Ця сторінка — інформаційний реєстр. Див. також основні статті: Хрест Симона Петлюри та Перелік кавалерів Хреста Симона Петлюри.
В алфавітному порядку представлені всі відомі кавалери Хреста Симона Петлюри, чиї прізвища починаються з літери «А». 
| № | Фото | Ім'я                        | Дата народження   | Місце народження                                                        | Дата смерті     | Місце смерті                                                          | Звання           | Підрозділ                                                            | № ордена |
| - | ---- | --------------------------- | ----------------- | ----------------------------------------------------------------------- | --------------- | --------------------------------------------------------------------- | ---------------- | -------------------------------------------------------------------- | -------- |
| 1 |      | Алмазів Олекса Дмитрович    | 6 (19) січня 1886 | місто Херсон, Херсонський повіт, Херсонська губернія, Російська імперія | 13 грудня 1936  | місто Луцьк, Луцький повіт, Волинське воєводство, Польська Республіка | Генерал-хорунжий | Запорізький корпус                                                   |          |
| 2 |      | Антипів Олекса Федорович    | 7 жовтня 1895     | м.Куп'янськ                                                             | 19 вересня 1970 | Детройт                                                               | Сотник           | Запорізький корпус                                                   | 1015     |
| 3 |      | Антончук Демид              |                   |                                                                         |                 |                                                                       | Полковник        | Окремий корпус кордонної охорони                                     | 1158     |
| 4 |      | Антошко Кузьма Давидович    | 1 листопада 1897  | Китайгород                                                              | після 1939      |                                                                       | Сотник           |                                                                      | 714      |
| 5 |      | Артюшенко Юрій Митрофанович | 15 квітня 1899    | с. Котельва Харківської губернії                                        | 15 лютого 1990  | Чикаго, США                                                           | Хорунжий         | 2-й Запорозький полк 1-ї Запорозької дивізії, полк Чорних запорожців | 3169     |
| 6 |      | Атрощенко Павло Трофимович  |                   |                                                                         |                 |                                                                       | Полковник        | 2-а Волинська стрілецька дивізія Армії УНР                           | 1660     |